# Gösta Hådell
Per Gösta Hådell, född 1 maj 1903 i Hudiksvall, död 5 december 1975 i Stockholm, var en svensk kompositör, musikdirektör och vissångare. 
Hådell var musiklärare vid Norra Latinläroverket i Stockholm. Hans viskompositioner återfinns i vissamlingar som exempelvis Gröna visboken. I Våra visor, som utgavs av Samfundet Visans vänner 1948, fungerade han som huvudredaktör och bidrog också med en del arrangemang samt komponerade musiken till några av de ingående visorna. Gösta Hådell var ledamot av Samfundet Visans vänner från starten 1936 och var under många år medlem av samfundets nämnd. 
Han var far till TV-journalisten Mats Hådell. Gösta Hådell är begravd på Sofiedals griftegård i Hudiksvall.